# پتر چن
پتر چن (انگلیسی: Peter Chen؛ زادهٔ ۳ ژانویهٔ ۱۹۴۷) یک دانشمند رایانه آمریکایی تایوانی است. او یک دانشمند برجسته و حرفه‌ای (بازنشسته) و عضو هیئت علمی در دانشگاه کارنگی ملون و  پروفسور ممتاز و رئیس برجسته در دانشگاه ایالتی لوئیزیانا (LSU) است. او به دلیل توسعه مدل موجودیت–رابطه در سال ۱۹۷۶ شهرت پیدا کرد.
وی عضو پیوسته انجمن مهندسان برق و الکترونیک است.